# Poienarii de Muscel (gmina)
Poienarii de Muscel – gmina w Rumunii, w okręgu Ardżesz. Obejmuje miejscowości Groșani, Jugur, Poienari, Șerbănești i Valea Îndărăt. W 2011 roku liczyła 3229 mieszkańców.